# Elmendorfer Holz
Das Elmendorfer Holz (auch als „Herrenholz“ bezeichnet) ist ein etwa 28,5 Hektar großes Waldgebiet in der niedersächsischen Gemeinde Bad Zwischenahn im Landkreis Ammerland.
Der größte Teil des Waldes ist als FFH-Gebiet ausgewiesen und als Landschaftsschutzgebiet „Elmendorfer Holz“ geschützt.
Das Waldgebiet liegt nördlich des Zwischenahner Meeres. Es ist als naturnaher Eichen- und Hainbuchen-Mischwald auf feuchten Standorten mit Übergängen zu bodensaurem Buchenwald mit Stechpalme ausgeprägt. Vielfach sind auch Mischwälder ausgeprägt, kleinflächig stocken Erlen-Eschenwälder. Dominierende Baumarten sind Eichen. Diese sind teilweise deutlich über 100 Jahre alt.
In der Krautschicht der Laubwälder siedeln unter anderem Schattenblümchen, Waldsauerklee, Heidelbeere, Drahtschmiele, Flattergras und Dornfarn auf feuchten Standorten des Eichen-Hainbuchenwaldes siedeln unter anderem Waldziest, Waldschlüsselblume, Scharbockskraut, Waldsanickel, Hexenkraut, Einbeere und Rasenschmiele sowie teilweise Winkelsegge, Bachnelkenwurz, Sumpfpipau und Pfennigkraut.
Rund 12 Hektar im Westen des Waldes wurden 2017 als Naturwald ausgewiesen. In der Folge wurden standortfremde Gehölze teilweise entfernt.
Das Waldgebiet hat eine hohe Bedeutung als Naherholungsgebiet auch im Zusammenhang mit dem Tourismus am Zwischenahner Meer. Durch das Waldgebiet verlaufen mehrere Wege.